# Bayfield (Wisconsin)
Pour les articles homonymes, voir Bayfield.
Bayfield est une ville américaine située dans le comté de Bayfield, au Wisconsin. Selon le recensement de 2010, sa population est de 487 habitants.